# Eselsberg (Kringelsdorf)
Eselsberg, obersorbisch Wósliča hora, ist ein Ortsteil der Gemeinde Boxberg/O.L. im Landkreis Görlitz in Sachsen. Seit dem 1. Januar 1929 ist Eselsberg ein Teilort von Kringelsdorf.

## Lage
Eselsberg liegt in der Oberlausitz. Umliegende Ortschaften sind Wilhelmsfeld im Norden, Reichwalde im Osten, Dürrbach im Süden sowie Kringelsdorf im Westen. Durch den Ort fließen der Schwarze Schöps und Jahmener Fließ. Des Weiteren verläuft die sächsische Staatsstraße 131 durch den Ort.
Der Ort Eselsberg gliedert sich nochmals in die Ortsteile Anteil Muskau und Anteil Jahmen.

## Geschichte
Eselsberg wurde im Jahr 1419 erstmals urkundlich erwähnt, damals unter dem Namen czum Ezilsberge. In der Folgezeit änderte sich der Ortsname von Esilsberg (1474) über Eselsberge (1515) und Eßelsberge (1569) zum heutigen Eselsberg im Jahr 1768. Im Jahr 1777 stand das Dorf jeweils zu Teilen unter der Grundherrschaft der Standesherrschaft Muskau und der Rittergüter Dürrbach und Reichwalde, wobei diese beiden Güter seit etwa 1800 zum Besitz des Grafen von der Schulenburg auf Jahmen gehörten; daher gliedert sich der Ort auch in einen Anteil Muskau und einen Anteil Jahmen. Eselsberg gehört seit 1555 zur Kirchengemeinde Klitten.
Nach dem Wiener Kongress kam Eselsberg mit der nordöstlichen Oberlausitz zu Preußen und gehörte zum Landkreis Rothenburg im Regierungsbezirk Liegnitz. Am 1. Januar 1929 wurde Eselsberg nach Kringelsdorf eingemeindet. Als Teil der Gemeinde lag Eselsberg im Landkreis Rothenburg (Ob. Laus.). Zum 16. Januar 1947 wurde der Sitz des bisherigen Landkreises nach Niesky und entsprechend der Name verändert. Zur DDR-Kreisreform vom 25. Juli 1952 wurde die Gemeinde Kringelsdorf mit dem Ortsteil Eselsberg dem neu gebildeten Kreis Weißwasser zugeordnet. Nach der Wende gehörte das Dorf zunächst weiter zum Landkreis Weißwasser und kam nach der Kreisreform in Sachsen am 1. August 1994 zum Niederschlesischen Oberlausitzkreis. Am 1. April 1996 kam Kringelsdorf mit Eselsberg zur Gemeinde Boxberg/O.L. Seit der Kreisreform in Sachsen vom 1. August 2008 liegt Eselsberg im Landkreis Görlitz.